# 石井朝夫
石井 朝夫（いしい ともお、1923年6月9日 - 2022年1月24日）は、静岡県田方郡対島村富戸（現・伊東市富戸）出身のプロゴルファー。

## 経歴・人物
川奈ホテルGCでキャディのアルバイトをしていた1939年に川奈で開催された日本プロで戸田藤一郎と宮本留吉の決勝を見て、プロゴルファーを目指す。15歳でゴルフを始めるが、17歳で徴兵令を受け、海軍の工場で魚雷の深度器を作っていた。21歳で本格的な徴兵を受け、陸軍の施設に行き、戦車を修理する兵官として働いた。
母一人の家庭を助けるために川奈でキャディをしながら、プロになったが、徴兵された際に「職業は?」と聞かれ、敵国のスポーツを職業とは言えずに黙っていたら殴られた。
復員後は川奈ホテルGCに戻ったものの再雇用されず、路頭に迷った。新橋でゴルフショップを経営していた松島杲三に泣きつき、ショップの屋根裏に住まわせてもらい、食住の安定感を保ちながらプロゴルファーとして上を目指した。
30歳になった1953年に読売プロで初優勝を飾る。優勝賞金は30万円、2位が20万円で“ワンパット10万円のスリル”というキャッチフレーズが話題になったが、第1回は林由郎が勝ち、第2回に優勝した石井は賞金30万円の入った袋の封を切らずに松島の夫人に差し出した。後に80歳を過ぎても松島が経営するゴルフ練習場で、お礼奉公と称してギャラなしでレッスンを担当している。
1961年の第2回中日クラウンズではオービル・ムーディ（ アメリカ合衆国）とのプレーオフを制して7年ぶりに優勝し、日本のゴルフ史上初めて優勝副賞に提供されたトヨタ・パブリカを獲得。
1962年11月には小野光一・杉原輝雄・林由郎・勝俣功・宮本省三と共に、埼玉県比企郡滑川町に開場した高根カントリー倶楽部の18ホールストロークプレーの記念競技に招待出場。
40歳になった1963年に実力が開花し、関東オープンと第1回日本シリーズで優勝。石井は4OBを含む7オーバー80の乱調で首位の橘田規に8打差の最悪スタートとなったが、2日目にコースレコードの5アンダー68で追い込み橘田に2打差の2位に急浮上。千葉・紫に舞台を移した3日目に2アンダー70のベストスコアでトップに立つと、最終日も70のベストスコアで、終わってみれば2位に8打差の楽勝であった。優勝賞金100万円と副賞の日産・セドリックを獲得したが、初日最下位からの"ゴボウ抜き優勝”という離れ業は後にも先にも、この時の石井だけである。30代までは体力不足で上位に行っても最後に競り負けることが多かったが、当時としては珍しいウエイトトレーニングを取り入れて筋力アップするなど、研究熱心さも人一倍であった。当時の石井のゴルフは「プッシュショット」と呼ばれ、体全体をボールにぶつけていくようなショットであったが、アドバイスした中村寅吉も、フェアウエーを外さない石井のゴルフを讃えている。
1963年のシンガポールオープンでアラン・ブルックス（ 南アフリカ共和国）の2位、香港オープンでは謝永郁（ 中華民国）の2位に入る。同年と1964年には2年連続でカナダカップ日本代表に選出され、団体では両年共に橘田とペアを組む。同年は団体でジャック・ニクラス&アーノルド・パーマー（ アメリカ合衆国）、セバスチャン・ミゲル&ラモン・ソタ（ スペイン）、ゲーリー・プレーヤー&レティーフ・ウォルトマン（南アフリカ）、アル・ボーディング&スタン・レオナルド（ カナダ）、ブルース・クランプトン&ブルース・デブリン（ オーストラリア）、ドナルド・スウェレンス&フローリー・ファンドンク（ ベルギー）、アルフォンソ・アンジェリーニ&オビディオ・ボロネージ（ イタリア）に次ぎ、ニール・コールズ&バーナード・ハント（ イングランド）、ブライアン・ハゲット&デイブ・トーマス（ ウェールズ）と並んで8位タイと健闘。個人でもニクラス、ミゲル、プレーヤー、ソタ、ボーディング、クランプトン、パーマー、チチ・ロドリゲス（ プエルトリコ）に次ぎ、ジャン・ガライアルド（ フランス）と並んで9位タイに入った。石井は個人優勝したニクラスと回り、オーバードライブして観衆を驚かせた。当時はまだスモールボールが許されていたためにニクラウスより飛び、「日本人は魔法を使ってんじゃないか」と新聞記事が出るくらいであった。1964年はニクラス&パーマー（アメリカ）、ロベルト・デ・ビセンツォ&レオポルド・ルイス（ アルゼンチン）、デニス・ハッチンソン&プレーヤー（南アフリカ）、アンゲル・ミゲル&ソタ（スペイン）、アリス&ハント（イングランド）、テッド・マカレナ&ポール・スコデラー（ハワイ）、ボーディング&ジョージ・クヌードソン（カナダ）に次ぐ8位に入った。
1964年のキャピトルヒルズオープン（ フィリピン）でアジアサーキット日本人選手初優勝を飾ると、同年と1965年にはマレーシアオープン2連覇を達成。キャピトルヒルズオープンでは初日に4バーディー、2ボギーの2アンダー69でピーター・トムソン（オーストラリア）に1打差で首位に立ち、2日目は通算2アンダーのトムソンに首位に奪われて1打差2位に後退したが、3日目には70で回ってトムソンと首位に並ぶ。トムソンと211（-2）の同点で入った最終日は地元のベン・アルダ、セレスティーノ・トゥゴットが加わった争いとなり、1番でバーディーからアウト3アンダーで抜け出す。小雨の中を最終18番で見事なアプローチを見せてパーをセーブし、アルダを振り切って通算4アンダーで逃げ切った  。トムソンは最終ラウンドで失敗し、284（E）でソロ4位でフィニッシュした。マレーシアオープンは初日を70で回って首位に3打差2位に付けたが、2日目には勝俣功が2打差2位、小野光一が3打差3位に浮上する中で7位に後退。3日目は3日間首位を守るハゲット、4打差2位の橘田に次ぐ、5打差3位に付ける。最終日は9番のイーグルなどアウト4アンダーで1打差に詰め、15、17番のバーディーでハゲットに並び、18番パー5ではグリーン手前から寄せてバーディーでこの日7アンダー67、通算14アンダーで逆転。橘田がハゲットと並ぶ2位タイに入って、日本人ワンツーとなった。1965年の同大会では2日目に5打差9位で予選を通過し、3日目には3アンダー70で4位に浮上したが、首位の呂良煥（中華民国）に5打差であった。最終日に7バーディー、2ボギーの68をマークし、11番で9mのバーディーを沈めて呂に並んだ。呂は16番で30cmのパットを外すなど6ボギーを叩く75と自滅した形で、逆転でガイ・ウォルステンホルム（イングランド）の追撃も抑え、日本選手初の大会2連覇を達成。試合後にパナマ帽姿の石井は「とても暑かったけどこんな素晴らしいコースで再び優勝できてとても幸せ」とコメントしている。
1966年はハロルド・ヘニング（南アフリカ）、トムソン、アルダに次ぐ3位で3連覇を逃す。1967年にはタイランドオープンで郭吉雄（中華民国）、トニー・ジャックリン（イングランド）に勝利するなどアジアサーキット通算4勝を挙げ、完全招待制であったマスターズには1964年から1966年まで3年連続で招待されるなど、海外でも活躍。
マスターズではボビー・ジョーンズと対面し、初招待の年は「手ブラでいくのも」と博多人形を買ってコースに贈っていた。パターの時にギャラリーが騒がしくなったため、打つのをやめたところ、ボビー・ジョーンズが車椅子で来て、「素敵なお土産をありがとう」とグリーンの上で握手し、そのパターが入って、ギャラリーが沸いた。
1967年には杉原輝雄、1968年には島田幸作を抑えてゴールデンマッチを連覇 。1969年の西日本サーキット長崎では村上隆を破り、1971年の長野県オープンでは矢部昭を破って優勝。
シニアツアー入りしてからも数々とタイトルを獲得し、日本プロシニア（50歳以上）、日本プログランドシニア（60歳以上）、日本プロゴールドシニア（68歳以上）と全てのカテゴリーで日本一に輝いている。
1984年には日本プロスポーツ功労賞、1997年には日本プロスポーツ功労者文部大臣顕彰を受賞。2014年、陳清波、杉原、岡本綾子と共に第3回日本プロゴルフ殿堂入りを果たす。
2022年1月24日、老衰のため死去。98歳没。

## 主な優勝

### レギュラー
- 1953年 - 読売プロ
- 1961年 - 中日クラウンズ
- 1963年 - 関東オープン ・ 日本シリーズ
- 1965年 - 関東オープン
- 1967年 - ゴールデンマッチ
- 1968年 - ゴールデンマッチ
- 1969年 - 西日本サーキット長崎
- 1971年 - 長野県オープン

### シニア
- 1973年 - 関東プロシニア
- 1977年 - 日本プロシニア
- 1978年 - 関東プロシニア
- 1979年 - 関東プロシニア
- 1980年 - 関東プロシニア
- 1984年 - 日本プログランドシニア
- 1985年 - 日本プログランドシニア ・ 関東プログランドシニア
- 1986年 - 日本プログランドシニア ・ 関東プログランドシニア ・ ヤナセカップ
- 1987年 - ヤナセカップ
- 1988年 - 関東プログランドシニア
- 1989年 - 関東プログランドシニア
- 1990年 - 鳳凰カップスーパーシニア
- 1991年 - 日本プロゴールドシニア ・ 関東プロゴールドシニア ・ 日本プロゴールドシニアトーナメント
- 1992年 - 関東プロゴールドシニア
- 1994年 - 関東プロゴールドシニア
- 1997年 - 日本プロゴールドシニア

### 海外
- 1964年 - キャピトルヒルズオープン ・ マレーシアオープン
- 1965年 - マレーシアオープン
- 1967年 - タイランドオープン

## 海外メジャー選手権成績
| 大会       | 1964 | 1965 | 1966 |
| ---------- | ---- | ---- | ---- |
| マスターズ | T40  | T26  | CUT  |

DNP = 出場せず
CUT = ハーフウェイ・カット
T =順位タイ
黄色はトップ10入り。